# Harold A. Davis
Harold A. Davis je pisac petparačkih priča (engleski: pulp fiction) koji je napisao nekoliko romana Doca Savagea pod pseudonimom Kenneth Robeson.

## Priče Doca Savagea koje je napisao Davis
- The King Maker
- Dust of Death
- The Land of Fear
- The Golden Peril
- The Living Fire Menace
- The Mountain Monster
- The Munitions Master
- The Green Death
- Merchants of Disaster
- The Crimson Serpent
- The Purple Dragon
- Devils of the Deep
- The Exploding Lake